# 晶体光轴
晶体根据其光学特性可以分为均质体和非均质体，当光线经过非均质体时会发生双折射，形成两条相互垂直的偏振光。但是，当光线从某个特殊的方向垂直入射面射入非均质体宝石时，不发生双折射现象。这个特殊方向就是宝石的光轴。
通常六方晶系、四方晶系、三方晶系只有一个光轴且平行于直立结晶轴C轴，所以叫一轴晶。斜方晶系、单斜晶系、三斜晶系有两个光轴叫二轴晶。